# Acacia platyacantha
Acacia platyacantha é uma espécie de leguminosa do gênero Acacia, pertencente à família Fabaceae.